# غواصة يو سي-1
غواصة يو سي-1 هي غواصة ألمانية لزراعة الألغام من فئة يو سي 1 أو يو بوت خدم في البحرية الإمبراطورية الألمانية خلال الحرب العالمية الأولى. تم طلب الغواصة في نوفمبر 1914 وتم إطلاقها في 26 أبريل 1915. تم تكليفها في البحرية الإمبراطورية الألمانية في 5 يوليو 1915 باسم يو سي-1.  أدت الألغام البحرية التي التي زرعتها الغواصة في دورياتها الـ 80 إلى إغراق 41 سفينة. اختفت الغواصة بعد 18 يوليو 1917.